# Горошино (Омская область)
Горошино — деревня в Калачинском районе Омской области России. Входит в состав Царицынского сельского поселения.

## История
Основано в 1914 году. В 1928 г. посёлок Горошинский состоял из 47 хозяйств, основное население — украинцы. В составе Царицынского сельсовета Калачинского района Омского округа Сибирского края.

## Население
| 2002 | 2010 |
| ---- | ---- |
| 105  | ↘76  |